# (1884) Skip
(1884) Skip est un astéroïde de la ceinture principale.

## Description
(1884) Skip est un astéroïde de la ceinture principale. Il fut découvert le 2 mars 1943 à Nice par Marguerite Laugier. Il présente une orbite caractérisée par un demi-grand axe de 2,43 UA, une excentricité de 0,26 et une inclinaison de 21,8° par rapport à l'écliptique.

## Compléments